# 松本仁志 (教育学者)
松本 仁志 （まつもと ひとし、1964年-）は、日本の研究者。書写教育研究家。広島大学大学院教育学研究科教授。専門は文字・書写の教育。

## 人物・略歴
- 1964年生まれ
- 1987年：千葉大学教育学部小学校教員養成課程卒業
- 1989年：同大学大学院教育学研究科国語教育専攻修了
- 1990年：広島大学附属中・高等学校教諭
- 1995年：広島大学講師
- 1998年：同大学大学院教育学研究科准教授

## 著作
- 『筆順のはなし』 (中公新書ラクレ、2012年11月）

## メディア
- 『この差って何ですか？』（TBS、2015年4月12日）[2]